# Нэт Кинг Коул
Нэт Кинг Ко́ул (англ. Nat King Cole, наст. имя — Натаниэ́ль А́дамс Ко́улз (англ. Nathaniel Adams Coles); 17 марта 1919, Монтгомери, Алабама — 15 февраля 1965, Санта-Моника, Калифорния) — американский джазовый пианист и певец, отец певицы Натали Коул.

## Биография
Натаниэль Адамс Коулз родился в Монтгомери (штат Алабама) в 1919 году. Его отец, Эдвард Дж. Коулз, был священником баптистской церкви. Мать, Перлина, была органисткой в церкви и руководителем церковного хора. Первые уроки на органе дала ему мать, первое выступление с песней Yes, We Have No Bananas состоялось, когда Нату было 4 года. В 1921 переехал с родителями в Чикаго и с 12 лет начал брать систематические уроки на фортепиано. Его стиль сформировался под впечатлением пианиста Эрла Хайнса и негритянских духовных песнопений (спиричуэл и госпел), которые он пел вместе с отцом. «Наша квартира в Чикаго была завалена пластинками Хайнса» — вспоминал Нат.
С 19 лет начал профессионально работать как пианист в секстете своего брата Эдди.
В 1936 году Нэт выступает с ревю Нобла Сиссла.
В 1937 году организует трио с Оскаром Муром (позднее его сменил Ирвинг Эшби) и басистом Уэсли Принсом и много выступает в ночных клубах и кафе; трио существовало до 1947 г.
Коул участвовал в концертах и гастролях «джазовой филармонии» Нормана Гранца, играл с такими звёздами, как Бенни Картер, Лайонел Хэмптон, Лестер Янг, «Иллинойс» Джэкет.
Впервые он приобрёл популярность как вокалист в 1943 году, записав собственную песню, основанную на негритянском фольклорном материале, который он слышал от своего отца — «Straighten Up and Fly Right»; фирма «Capitol Records» продала 500 тыс. копий этой песни.
И с конца 1940-х годов Нат записывает всё больше популярных песен, иногда в сопровождении струнного оркестра.
В июне 1950 года записал песню «Mona Lisa» — балладу, которая поднялась в списке популярности на 1-е место и была отпечатана трёхмиллионным тиражом. Коул стал национальным героем.
Певец записывает много музыки на рождественскую тематику; до сих пор его версия «Рождественской песни» («Merry Christmas to You») остаётся самой исполняемой во всём западном мире.
10 апреля 1956 года во время выступления в Бирмингеме (штат Алабама) на Коула напали белые расисты.
С 1956 года он целый год ведёт еженедельную телешоу The Nat «King» Cole Show; он был первым афроамериканцем, который добился такой чести.
Многие критики и любители джаза сожалели о том, что Нэт порвал связь с джазовыми корнями. Для них Нат выпускает в конце 1956 года чисто джазовый альбом After Midnight.
Последний альбом «L-O-V-E» он записывает в декабре 1964 года, за несколько дней до того, как попадает в больницу.
Коул очень много курил, в основном ментоловые сигареты, полагая, что это поможет ему сохранить низкий баритон. Он умер от рака лёгкого в феврале 1965 года в Калифорнии. Похоронен в мемориальном парке Форест-Лаун.
Нэт Кинг Коул был масоном, членом ложи «Томас Уаллер» № 49 в Лос-Анджелесе, входящей в состав великих лож «Принса Холла», объединённых по этническому принципу.

## Творчество
Нэт Кинг Коул был первым чернокожим эстрадным исполнителем, пробившимся сквозь расовые барьеры индустрии музыки в стране, хотя ему многое пришлось претерпеть в жизни из-за своего цвета кожи. Он проложил дорогу в большой шоу-бизнес для остальных негритянских певцов. Ку-клукс-клан преследовал его.
У него была особая, проникновенная манера исполнения, его баритон был легко узнаваем среди сотен других певцов. Он создал лирический образ доброго и несколько наивного исполнителя, который был исключительно естественным и в то же время романтичным. Он обладал совершенной дикцией и фразировкой. До сих пор его бархатный чувственный голос — предмет зависти и образец для многих эстрадных певцов. Нат обладал добрым отзывчивым характером; своим обаянием он завоёвывал многотысячные концертные залы.
Его вклад в развитие джаза, по мнению критиков, недооценён. Его трио предвосхитило появление трио Оскара Питерсона.
На основе высказываний слушателей, певцов, экспертов и критиков английского «Radio 2» среди лучших 100 эстрадных исполнителей прошлого века, Нэт Кинг Коул занял третье место после Синатры и Пресли.

## «Нэт Кинг Коул: Боязнь темноты»
Эксклюзивный доступ к семейному архиву Коулов, хранящемуся в его родном поместье, позволил создать документальный фильм «Nat King Cole: Afraid of the Dark», раскрывающий тайные стороны жизни певца.

## Награды
- Alabama Music Hall of Fame (1985)
- Alabama Jazz Hall of Fame(1993)
- Грэмми (премия) — Grammy Lifetime Achievement Award (1990)
- Down Beat Jazz Hall of Fame (1997)
- «Зал славы рок-н-ролла» (2000)
- Грэмми (премия) «Midnight Flyer» (1959)

## Дискография
- 1944 — The King Cole Trio
- 1946 — The King Cole Trio, Volume 2
- 1947 — The King Cole Trio, Volume 3
- 1949 — The King Cole Trio, Volume 4
- 1950 — Nat King Cole at the Piano[англ.]
- 1950 — Harvest of Hits[англ.]
- 1951 — King Cole for Kids[англ.]
- 1952 — Penthouse Serenade[англ.]
- 1952 — Top Pops[англ.]
- 1953 — Nat King Cole Sings for Two in Love[англ.]
- 1954 — Unforgettable
- 1955 — Penthouse Serenade (расширенное издание)
- 1955 — Nat King Cole Sings for Two in Love (12" пре-релиз)
- 1955 — The Piano Style of Nat King Cole
- 1956 года — After Midnight.

…
- 1964 — L-O-V-E
- В 2008(?) г. фирма Capitol Records выпустила сборник из 18 CD, на которых записано 349 песен и пьес[6].

## Фильмография
- Участвовал в 14 игровых фильмах[7].